# Celestini
Celestini neboli řád celestinů (latinsky Congregatio Coelestinorum, Ordo Coelestinensium, též coelestini, coelestiáni, zkr. O.S.B.Coel.) původně poustevníci sv. Damiána nebo poustevníci z Murrone či bratři sv. Ducha, byli katolický řeholní řád vzniklý reformací řádu sv. Benedikta.

## Historie
Heslo řádu je shodné s benediktinským Ora et labora. Kláštery celestýnů se nazývají paraklety, podle úcty k Duchu svatému, Paraklétu). Jejich zakladatelem byl poustevník Pietro Angeleri del Morrone (také Murrhone nebo de Morone; pozdější nešťastný papež Celestýn V.), který zřídil roku 1254 v italských Abruzzách první celestinskou poustevnu.
V Českých zemích měli celestini konventy v Ojvíně (dnes v Německu) a v Praze u sv. Michala pod Vyšehradem (první fungoval pouhých 180 a druhý 33 let – ojvínský konvent zanikl v 16. století, pražský konvent byl zničen roku 1420 tábory), hojněji zastoupeni byli zejména v Itálii a ve Francii. Koncem 18. století členové řádu zcela vymřeli.